# NGC 5493
NGC 5493 este o galaxie lenticulară situată în constelația Fecioara. A fost descoperită în 22 februarie 1787 de către William Herschel. Se află la o distanță de 38,8 de megaparseci de Pământ.